# Beatsteaks
Beatsteaks est un groupe allemand de punk rock, originaire de Berlin. Le groupe compte à son actif sept albums, un album live, trois EP, 13 singles, et 4 DVD.

## Biographie

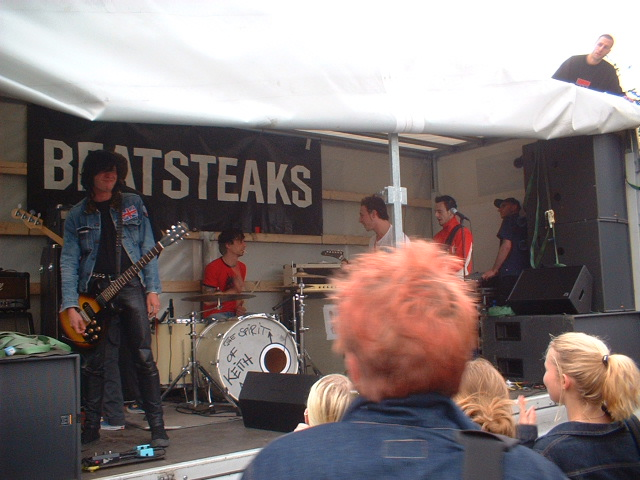
Beatsteaks à Berlin en 2002.

Peter Baumann, Stefan Hircher, Alexander Rosswaag et Bernd Kurtzke forment le groupe en 1995. Peu de temps, ils sont rejoints par Arnim Teutoburg-Weiß au chant et à la guitare. Au cours de la tournée Boombox en 2011, le chanteur Arnim révèle que la chanson Territorial Pissings a mené à la formation du groupe. Cependant, le groupe indique clairement dans une interview qu'il s'agissait d'une désinformation, qui ne correspond pas exactement aux faits. En 1996, le jeune groupe remporte le concours de musique locale SO36 et réussit à jouer en ouverture pour les Sex Pistols lors d'un concert à Berlin. Il s'agit à ce moment du dixième concert du groupe.
Leur premier album, l'éponyme Beatsteaks, est publié en 1997, et enregistré dans leur salle de répétition, 48/49. Il comprend plusieurs chansons en allemand, et les dernières de la liste sont en anglais. En 1999, le groupe publie son deuxième album studio, Launched, au label punk de américain Epitaph Records. Le groupe effectue un changement à la basse, avec l'arrivée de Torsten Scholz en remplacement d'Alexander Rosswaag. Ils partent ensuite en tournée avec Bad Religion, Die Ärzte, Donots et Die Toten Hosen en 2005, jouant ainsi devant un plus large public.
En 2002, leur troisième album, Living Targets est publié. Il comprend leurs premiers singles Let Me In et Summer qui seront diffusées à la radio et à la télévision. À la fin de 2002, le groupe joue un concert au Berlin Hall Columbia, puis présente l'EP Wohnzimmer-EP, la première collaboration du groupe avec le producteur Moses Schneider. Beatsteaks joue en 2003 avec le groupe Die Ärzte à l'Unrockbar. La percée du groupe se fait à Berlin en 2004 avec l'album Smack Smash, en particulier avec leur deuxième single de l'album I Don’t Care as Long as You Sing. Aux MTV Europe Music Awards 2004, ils remportent la catégorie de « meilleur groupe allemand ». À la fin de 2005, le double DVD B-Seite est publié et présente notamment un documentaire auto-produit sur l'histoire du groupee et une compilation de plusieurs concerts. En 2006, Beatsteaks joue trois concerts et deux festivals d'été. Après la sortie du premier single Jane Became Insane le 9 mars 2007 sort l'album Limbo Messiah le 30 mars 2007. L'album comprend les singles Cut Off the Top, Demons Galore, et Meantime enthalten. Le 7 juin 2007 joue sa chanson Deine Stimme gegen Armut au Rostock devant 70 000 personnes le 7 juillet 2007. Le 2 mai 2008 sort le double-album live Kanonen auf Spatzen qui comprend deux CD et un DVD. À la fin décembre 2009, Beatsteaks tourne en tête d'affiche au Southside Festival et au Hurricane Festival 2010 avant de jouer au Nova Rock.

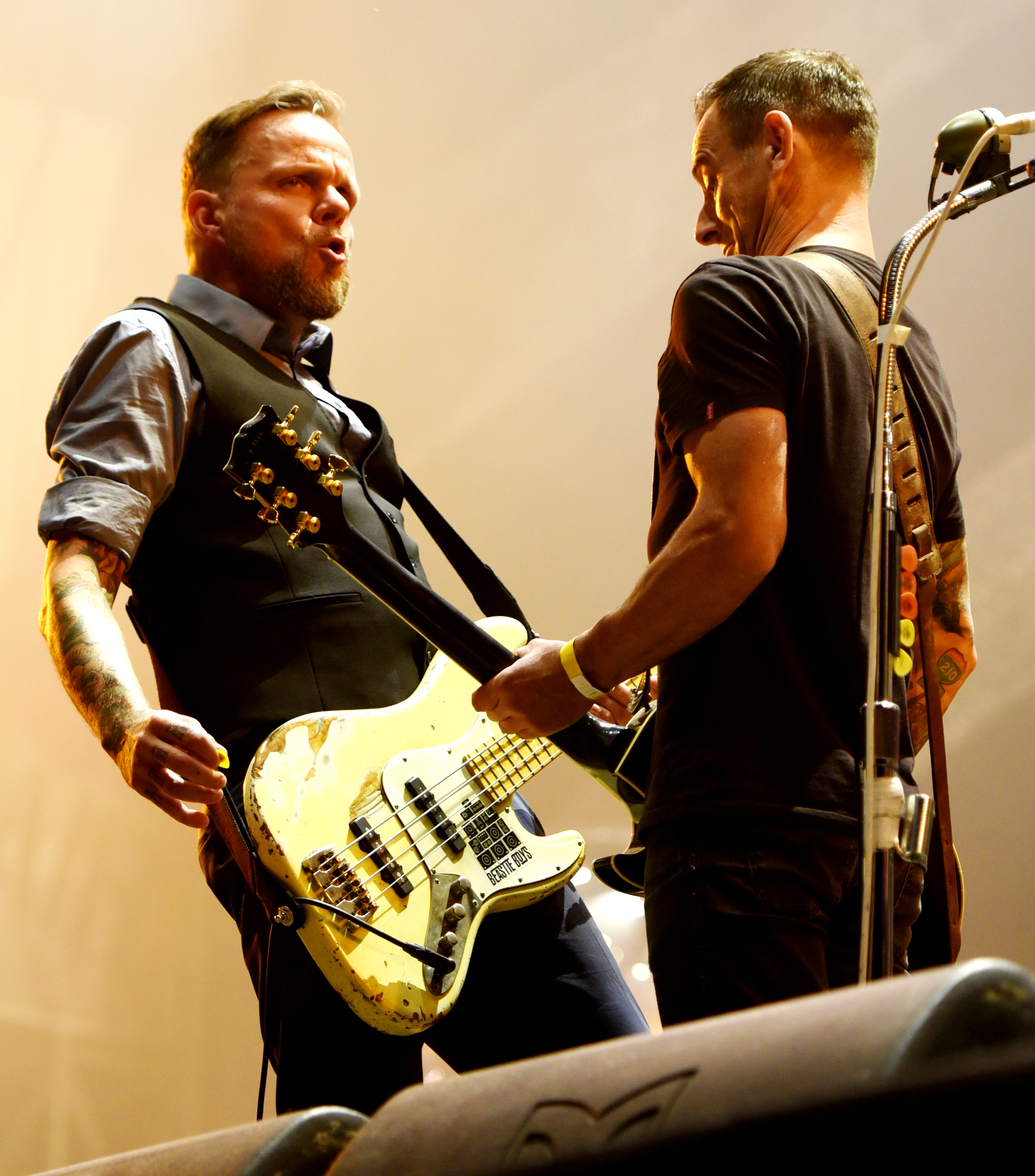
Torsten Scholz et Peter Baumann à l'Open Flair de 2015.

Le 28 janvier 2011 sort l'album Boombox ; il comprend le single Milk and Honeyqui est publié le 3 décembre 2010 en téléchargement payant, et le 14 janvier 2011 en version maxi-CD,. Le 8 février 2011, Boombox atteint les classements allemands.
En juin 2011 sort la chanson House on Fire, qui devient la bande originale de la version européenne du film Transformers. En 2016 ils reprennent avec Dirk von Lowtzow la chanson de Stereolab, French Disko. Cette reprise devient le morceau-titre de l'adaptation cinématographique du roman Goodbye Berlin de Wolfgang Herrndorf par Fatih Akin. 

## Membres

### Membres actuels
- Arnim Teutoburg-Weiß - chant, guitare rythmique (depuis 1995)
- Bernd Kurtzke - guitare solo, chant (depuis 1995)
- Peter Baumann - guitare rythmique, guitare solo, chant, claviers (depuis 1995)
- Thomas Götz - batterie, percussions, chant (depuis 1998)
- Torsten Scholz - basse (depuis 2000)

### Membre de tournée
- Dennis Kern - percussions, batterie (depuis 2012)

### Anciens membres
- Alexander Rosswaag - basse (1995-2000)
- Stefan Hircher - batterie, percussions (1995-1998)

## Discographie

### Albums studio
- 1997 : 48/49
- 2000 : Launched
- 2002 : Living Targets
- 2004 : Smack Smash
- 2007 : Limbo Messiah
- 2008 : Kanonen auf Spatzen (live album)
- 2011 : Boombox
- 2013 : Muffensausen (live album)
- 2014 : Beatsteaks
- 2017 : YOURS